# Passwd
passwd — утиліта командного рядка в Unix-подібних системах. Використовується для управління паролями облікових записів.
Використання: passwd [опціональні параметри]

Після вводу команди система запитує поточний і новий пароль. 
В той час як суперкористувач може міняти паролі від усіх локальних облікових записів, користувач може змінити лише свій власний пароль. Утиліта також може змінити інформацію про обліковий запис, в тому числі повне ім'я користувача, оболонку користувача по замовчуванню і термін дії паролю.

## Файл паролів
Паролі та інформація про користувачів зберігаються в файлі /etc/passwd.